# Niels Andersen (entreprenør)
 Der er flere personer med dette navn, se Niels Andersen.
Niels Andersen (11. september 1835 i Ydby, Thisted Amt – 12. september 1911 på Søholm ved Hellerup) var en dansk politiker og entreprenør og Dansk Arbejdsgiverforenings første formand.

## Liv og gerning
Niels Andersen blev født 1835 i Ydby i Thisted Amt som søn af gårdmand Anders Nielsen og Ane Margrethe Didriksdatter. Navnlig ved moderens påvirkning blev hans lære- og læselyst tidlig vakt, og med meget primitive midler lærte han sig endog selv tysk. For øvrigt arbejdede han med i forældrenes bedrift. Den fædrene gård var imidlertid kun lille, og da faderen for at bøde herpå påtog sig små entrepriser med at køre grus og sten til amtets veje, arbejdede sønnen også med herved og kom således tidlig ind på den virksomhed, der senere i større stil skulle blive hans levevej. Efter i 1855-57 at have aftjent sin værnepligt som dragon og gennemgået skriveskolen for underofficerer overtog han på egen hånd forskellige mindre vejarbejder i sin hjemstavn og vovede sig derefter (i 1862) til at overtage strækningen Hillerød-Fredensborg ved den nordsjællandske jernbanes anlæg. Forsøget lykkedes, og nu overtog han, navnlig efter at han i 1864, på ny indkaldt, havde gjort krigen med, bestandig større arbejder, søudtørringer, jernbaneanlæg og lign. både her i landet og i Sverige. Han har således bygget Helsingborg-Hässleholm Jernbane (1873-74), Århus-Ryomgård Banen (1876-77), Hillerød-Græsted Banen og en ny havn ved Helsingør (1879-80), Randers-Hadsund Jernbane (1882-83), dampsporvejen mellem København og Klampenborg (1883) osv. Ved disse betydelige, med stor risiko forbundne foretagender havde han i reglen god fortjeneste, men derfor troede han sig også forpligtet over for arbejderne, og 1. marts 1880 oprettede han et legat på 100.000 kr. til understøttelse af tilskadekomne arbejdsmænd og deres enker; legatet bestyres i Indenrigsministeriet. I levende overbevisning om forsvarssagens vigtighed for landet var han medlem af bestyrelsen for den i 1884 iværksatte selvbeskatning til forsvarssagens fremme samt forretningsfører ved bygningen af det første permanente fort ved København, Garderhøjfortet, og været virksom for erhvervelsen af de for Københavns Landbefæstning nødvendige jordarealer. Han var involveret i opførelsen af Middelgrundsfortet og af tørdokker på Refshaleøen. I 1899 overdrog han virksomheden til sin hidtidige kompagnon N.C. Monberg.
Han blev omtrent samtidig ført ind i rigsdagslivet. Efter i juni 1884 at være faldet ved valget i Nykøbing M på Mors, blev han 28. september 1886 valgt til Folketinget i sin fødeegn (Vestervigkredsen) og genvalgt i januar 1887. Han sad i Folketinget til 1909, senere for Hurup- og Thistedkredsen. Særligt forsvarssagen og jernbane- og arbejderspørgsmål havde hans interesse.
Han var Entreprenørforeningens (i dag Dansk Byggeri) første formand 1892-1908 og han var hovedkraften bag dannelsen af Dansk Arbejdsgiver- og Mesterforening (senere Dansk Arbejdsgiverforening) og blev valgt som foreningens første formand 1896 og virkede frem til 1907. Som arbejdsgivernes førstemand fik Niels Andersen afgørende indflydelse på Septemberforliget af 5. september 1899.
Efter fra 1870 at have haft bopæl i København, boede han fra 1877 på landstedet Søholm ved Emdrup Sø. Han var også i en årrække sognerådsformand i Gentofte Kommune (1888-1900), og den lange vej Niels Andersens Vej i Hellerup og Gentofte er opkaldt efter ham. Derudover var han amtsrådsmedlem i Københavns Amt 1889-1911, medlem af Overskatterådet for gl. Københavns Amt fra 1904, af direktionen for Københavns Amtssygehus fra 1890 og af Landvæsenskommissionen for Københavns Amtsrådskreds fra 1891, formand i bankrådet for Kjøbenhavns Laane- og Diskontobank fra 1896, for Frederiksholms Tegl- og Kalkværker 1893-1908, i Kontrolkomiteen for Cementfabrikken Dania i Mariager fra 1886, for Arbejdsgivernes Ulykkesforsikring fra 1898 og for Danske Lloyd 1899-1903. Han var desuden medlem af bestyrelsen for Plantageselskabet Dansk Vestindien fra 1902, for Lyngby-Vedbækbanen fra 1900, for A/S Scandia i Randers fra 1881 og for Dampskibsselskaberne Carl, Gorm og Skjold fra 1890, medlem af Centralkomiteen fra 1905 og Kommandør af 2. grad af Dannebrog og Dannebrogsmand.

## Ægteskab
20. april 1866 ægtede han Thora Amalie Husen (f. 22. april 1845), datter af amtsvejinspektør P. Husen i Svendborg og Marie Dorthea f. Fiedler.